# Iglesias pintadas de la región de Troodos
El conjunto arquitectónico Iglesias pintadas de la región de Troodos son diez iglesias decoradas con frescos y construidas en el Troodos (centro montañoso de Chipre), que se encuentran inscritas en la Lista del Patrimonio de la Humanidad de la Unesco desde 1985 y 2001. Las nueve primeras figuran desde 1985 en la lista.
Las iglesias son las siguientes:
| Código  | Nombre                                                  | Lugar          | Coordenadas                                     | Construcción    |
| ------- | ------------------------------------------------------- | -------------- | ----------------------------------------------- | --------------- |
| 351-001 | Iglesia de San Nicolás (Ayios Nikolaos tis Steyis)      | Kakopetria     | 34°58′N 32°53′E / 34.967, 32.883                | siglo XI        |
| 351-002 | Monasterio de San Juan (Ayios Ionannis)                 | Kalopanayiotis | 34°59′N 32°49′E / 34.983, 32.817                | siglo XI        |
| 351-003 | Iglesia de la Virgen (Panayia Phorviotissa) o de Asinou | Nikitart       | 35°02′N 32°58′E / 35.033, 32.967                | siglo XII       |
| 351-004 | Iglesia de la Virgen (Panayia tou Arakou)               | Lagoudhera     | 34°58′N 33°00′E / 34.967, 33.000                | siglo XII       |
| 351-005 | Iglesia de la Virgen (Panayia)                          | Moutoullas     | 34°59′N 32°49′E / 34.983, 32.817                | siglos XIII-XIV |
| 351-006 | Iglesia del Arcángel San Miguel (Archangelos Michael)   | Pedhoulas      | 34°58′3.7″N 32°49′51.6″E / 34.967694, 32.831000 | siglo XV        |
| 351-007 | Iglesia de la Santa Cruz (Timios Stavros)               | Pelendria      | 34°58′N 33°00′E / 34.967, 33.000                | siglos XIII-XV  |
| 351-008 | Iglesia de la Virgen (Panayia Podhithou)                | Gálata         | 35°00′N 32°53′E / 35.000, 32.883                | siglo XVI       |
| 351-009 | Iglesia de la Santa Cruz (Stavros Ayiasmati)            | Platanistasa   | 34°58′N 33°02′E / 34.967, 33.033                | siglo XV        |
| 351-010 | Iglesia de la Transfiguración (Ayia Sotira tou Soteros) | Palaichori     | 34°55′13″N 33°05′45″E / 34.92028, 33.09583      | siglo XV        |